# Pagria
Pagria — род жуков семейства листоедов.

## Описание
Основания усиков широко раздвинуты и помещаются над основанием мандибул. Голова с углублённой бороздкой над глазами.

## Систематика
В составе рода:
- Pagria australis Bryant, 1942
- Pagria signata (Motschulsky, 1858)
- Pagria suturalis Lefevre 1884